# Louis Hémon
Pour les articles homonymes, voir Louis Hémon (homonymie) et Hémon.
Œuvres principales
Maria Chapdelaine
Louis Hémon est un écrivain français, né à Brest, le 12 octobre 1880 et mort dans un accident à Chapleau (Ontario), le 8 juillet 1913, à l'âge de 32 ans. Il doit sa célébrité à son principal roman Maria Chapdelaine écrit en 1912-1913 alors qu'il séjournait au Québec et publié après sa mort, d'abord en feuilleton au début de 1914 à Paris, puis en volume au Québec en 1916, avant la version définitive qui parut aux éditions Grasset en 1921. Ce roman a connu un immense succès commercial et Louis Hémon reste l'écrivain emblématique du Canada français par son évocation mythique des humbles paysans défricheurs du début du XXe siècle et de la terre québécoise. Il est d'ailleurs très régulièrement intégré à la liste des écrivains canadiens français, mais un peu abusivement puisqu'il a vécu moins de deux ans au Canada, d'octobre 1911 à juillet 1913.

## Biographie

### Enfance et jeunesse
Né en Bretagne dans une famille de l'élite républicaine, Louis Hémon est le dernier enfant, après Félix et Marie, de Louise, née Le Breton, et de Félix Hémon. Le père, ancien élève de l'École normale supérieure, agrégé de lettres, est un ardent républicain qui a distribué sous le manteau des poèmes des Châtiments et correspondu avec Victor Hugo. Le professeur Hémon se fait remarquer par l'Académie française qui lui décerne en 1878 son Prix annuel d'éloquence pour son Éloge de Buffon. En 1882, Félix Hémon, muté à Paris, quitte sa Bretagne natale ; Louis est alors âgé de deux ans, il va donc passer  son enfance et sa jeunesse à Paris.
De son père, professeur devenu pendant un an chef de cabinet d'Armand Fallières au ministère de l'Instruction publique, puis inspecteur général, qui écrit un Cours de littérature, le fils hérite un goût littéraire certain. Le jeune Louis apprécie et lit Hugo, comme son père, mais également des auteurs contemporains tels Verlaine, Maupassant et Kipling. Amateur de sport, il pratique la course à pied, le rugby, le canoë, la natation et la boxe. Ses études au Lycée Montaigne (1887-1893) et à Louis-le-Grand (1893-1897) ne le passionnent pas et il décrira plus tard cette période de sa vie dans un autoportrait publié à la une du quotidien sportif Le Vélo : « jeunesse terne – dix ans d'externat dans un lycée noir – études sans éclat – toute combativité disparaît devant la lente oppression du thème grec ». Tout en menant des études de droit à la Sorbonne, il  apprend l'annamite (vietnamien) avec l'espoir de partir un jour en Extrême-Orient. Après l'obtention de sa licence en 1901, il s'acquitte de son service militaire à Chartres, étape qui lui déplaît tout autant que ses études. Il ne suit pas les traces de son frère aîné, officier de marine, qui meurt subitement en 1902 d'une typhoïde foudroyante à son retour de Cochinchine. Admis au concours de l'administration coloniale mais affecté en Algérie alors que l'Extrême-Orient l'attirait, Louis Hémon décide alors de partir pour Londres, en 1903, renonçant ainsi au concours et à une carrière diplomatique, au grand dam de sa famille.

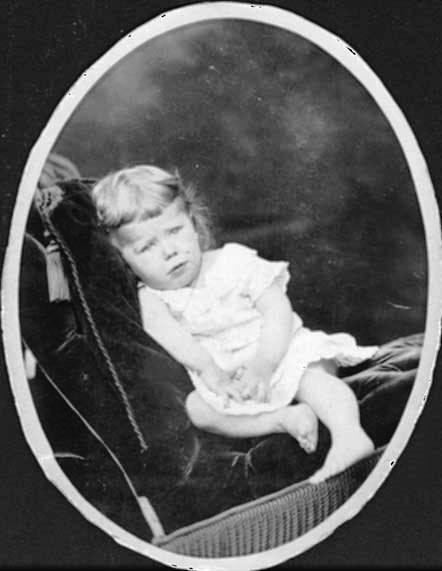
Bébé, 1881
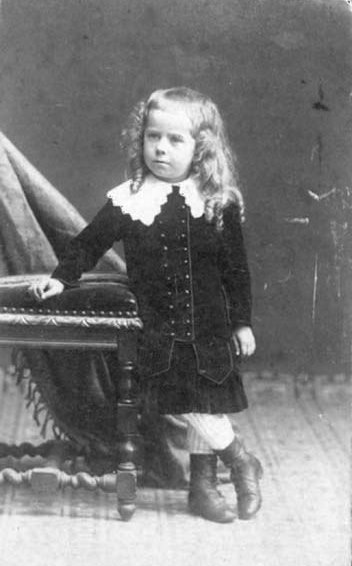
Enfant
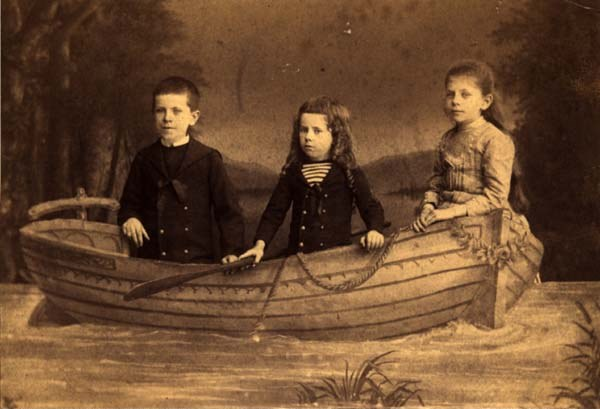
Entre son frère et sa sœur
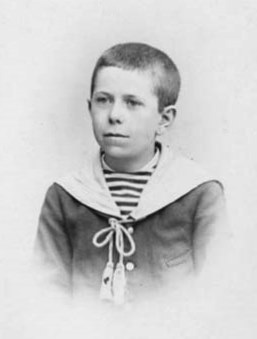
Garçon
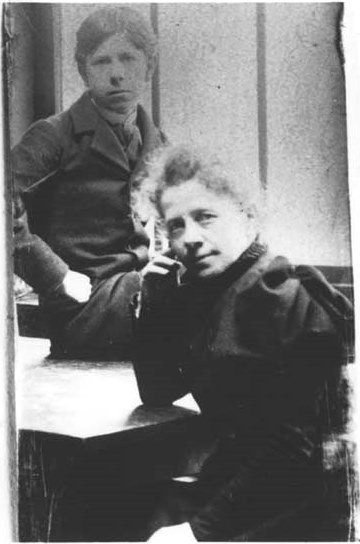
À 15 ans
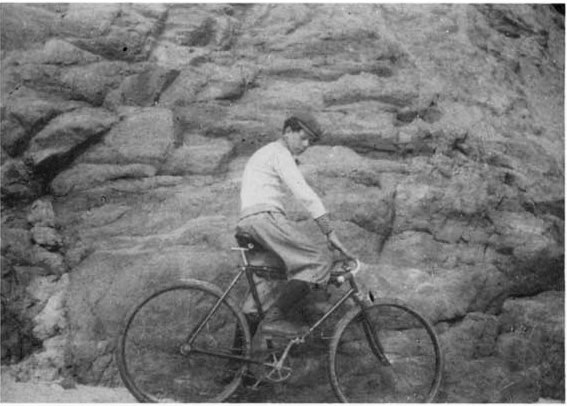
À bicyclette

### Ses années londoniennes: 1903-1911

#### Du chroniqueur sportif à l'écrivain
Dans la capitale britannique où il est attaché commercial pour les peintures Ripolin, il se découvre écrivain grâce au sport. En effet, son entrée en littérature se fait par les journaux sportifs, en particulier Le Vélo dans lequel est publié, le 1er janvier 1904 son texte « La Rivière », classé premier au concours de nouvelles organisé par le quotidien. Dès cette date, il devient correspondant du Vélo à Londres et publie régulièrement des chroniques sportives ainsi que des récits. Sous le chroniqueur sportif perce l'écrivain. Pour assurer sa subsistance, il exerce divers travaux alimentaires qui ne l'intéressent pas spécialement mais qui lui permettent d'observer les êtres croisés au cours de ses déambulations lorsqu'il est représentant de commerce, ou les collègues fréquentés dans les bureaux. Ce qui compte désormais pour lui, c'est d'écrire.
Rapidement, Louis Hémon déborde du cadre sportif et ses nouvelles s'ancrent dans la capitale anglaise dont il donne à voir la misère, en observateur sensible du quartier pauvre qu'est l'East End. Au cours de l'année 1906, il remporte deux nouveaux prix avec les nouvelles intitulées « La Conquête » et « La Foire aux vérités ». En 1907, il travaille à une nouvelle plus longue, « Lizzie Blakeston », qui sera publiée en feuilleton, du 3 au 8 mars 1908, dans le journal parisien Le Temps. Cette nouvelle assez sombre, qui montre un écrivain parvenu à la maturité, met en scène « le triomphe éphémère puis le drame cruel d'une jeune danseuse londonienne qui, après avoir gagné un concours d'amateurs, ne peut accepter de mener une vie minable dans une corderie. Convaincue de l'inégalité de la lutte et de l'injustice des hommes, désespérée, parce qu'on avait détruit son rêve d'une existence supérieure, elle se jette à l'eau. »
Durant l'année 1908, il écrit un premier roman, Colin-Maillard, qu'il envoie au journal Le Temps, mais sans réussir à le faire publier. L'ouvrage met en scène Mike O'Brady, un jeune héros « qui rêve, un instant, de changer l'ordre du monde et des choses [...] devient révolutionnaire et passe à l'action en tuant le
patron d'une serveuse, humiliée et oppressée ».
À la fin de 1909, il écrit Battling Malone, pugiliste, dans lequel il raconte « la montée fulgurante d'un jeune boxeur, Patrick Malone, à qui on prédit un bel avenir », mais qui est défait par le grand champion français de l'époque. Hémon ne réussit toutefois pas à faire publier ce roman, pas plus que le précédent ou le suivant.
Sans se décourager, il écrit en 1911 Monsieur Ripois et la Némésis, qui raconte l'existence d'un minable exilé français employé dans une grande firme londonienne. Ce dernier ne rêve que de vivre le plus possible d'expériences amoureuses, qu'il accumule avec cynisme, jusqu'à ce que sa rencontre avec Ella lui fasse connaître une vibration nouvelle. Quand celle-ci lui annonce qu'elle est enceinte de lui, il la quitte pour une riche héritière. Un nouvel échec amoureux, mais professionnel aussi, le fait revenir à Ella; mais il apprend alors qu'elle est morte dans un accident. Ripois rentre en France, voué à l'amertume de vivre son premier véritable amour pour une morte. D'où le titre du livre, dont René Clément fera un de ses meilleurs films, sur des dialogues de Raymond Queneau.

#### Vie amoureuse et départ pour le Canada
Comme le note Aurélien Boivin, « Le caractère de Monsieur Ripois ressemble étrangement à celui de Hémon qui vient de connaître une aventure amoureuse à Londres. En Monsieur Ripois, le don juan raté, Louis Hémon, le timide, s'est projeté pour revivre avec remords son aventure avec Lydia O'Kelly qu'il a abandonnée lui aussi après la naissance d'une fille. » En 1908, Louis Hémon avait en effet eu une liaison avec une jeune femme d'origine irlandaise, Lydia O'Kelly qui avait tout fait pour le séduire, selon la sœur de cette dernière. Le jeune homme est resté très discret sur sa vie avec Lydia au point de ne pas annoncer à sa famille la naissance de sa fille Lydia Kathleen, le 12 avril 1909, estimant que sa famille aurait été incapable de comprendre une relation aussi peu convenable. Lorsqu'il déclare la naissance de l'enfant, il fait une fausse déclaration de mariage pour protéger Lydia. Lydia O'Kelly manifeste des troubles mentaux graves et doit être internée peu après la naissance de sa fille. Louis Hémon confie l'enfant à la sœur de sa compagne, madame Phillips. Mais Lydia ne guérit pas et restera à l'asile de Hanwell jusqu'à la fin de sa vie.
Après huit années passées à Londres où il a le sentiment de n'arriver à rien, Louis Hémon décide de partir pour le Canada. Il quitte Liverpool le 12 octobre 1911, à bord du Virginian, à destination de Québec où il arrive six jours plus tard. Il laisse à Londres sa fille alors âgée de deux ans, sans savoir  qu'il ne reverra plus ni la mère, ni l'enfant.

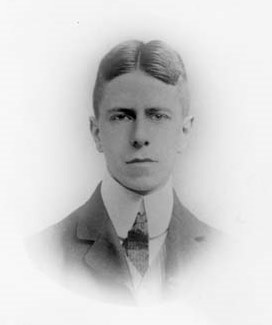
Jeune homme
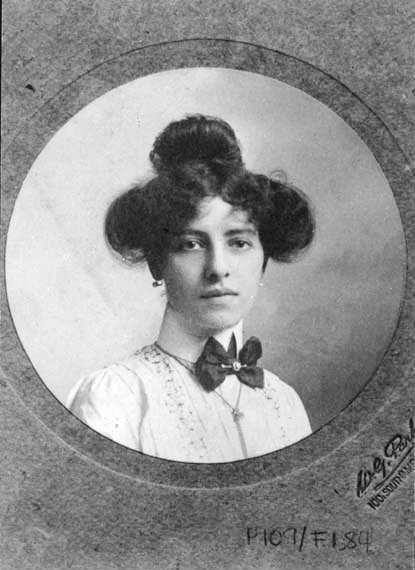
Lydia O'Kelly
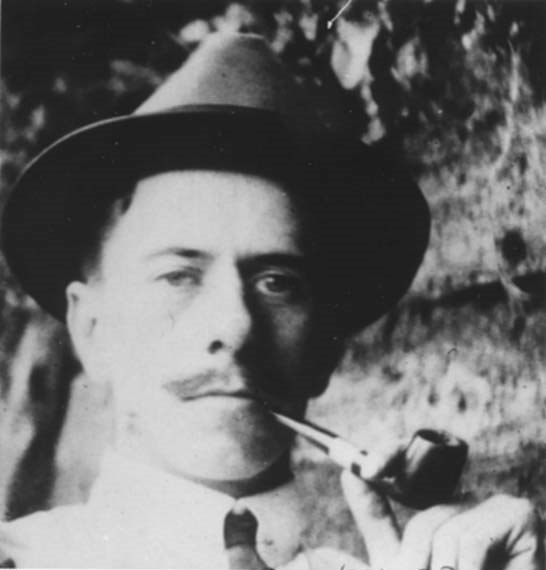
En 1911
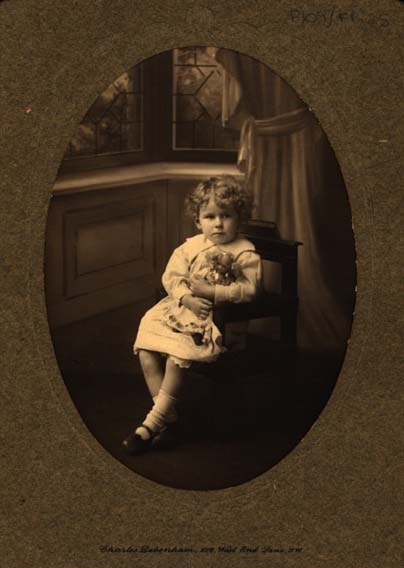
Lydia Hémon
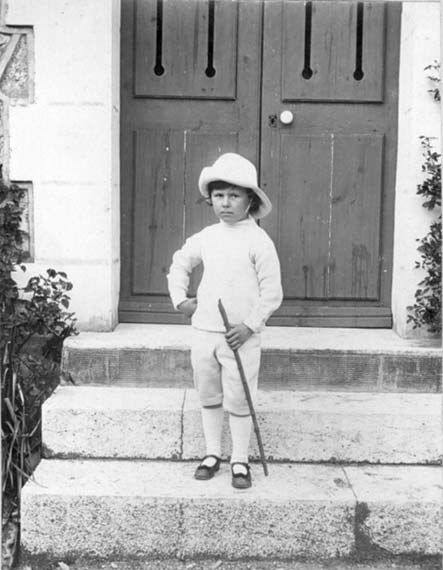
Lydia Hémon

### Ses années québécoises
Après un séjour à Québec, il débarque à Montréal et gagne sa vie comme commis dans une compagnie d'assurance, tout en écrivant quelques articles sur le Canada à l'intention du public français.
Le 15 juin 1912, il quitte Montréal et se met en route vers le Saguenay–Lac-Saint-Jean, région de pionniers encore assez sauvage dont lui avait parlé un prêtre lors de la traversée. Il séjourne d'abord à La Tuque, puis à Roberval sur le lac Saint-Jean dont il projette de faire le tour à pied (plus de 100 km) mais à Péribonka il rencontre Samuel Bédard qui l'engage comme ouvrier agricole. Il travaille sur la ferme jusqu'au mois d'août, puis comme chaîneur pour une société d'arpenteurs au nord du lac Saint-Jean. Il apparait comme un être étrange aux yeux de la population de cette petite localité, acceptant de travailler pour rien, parlant peu, toujours un carnet à la main, n'assistant pas à la messe comme tout le village mais attendant la sortie des paroissiens devant l'église. Il quitte Péribonka et les Bédard le 28 décembre 1912 et s'installe sur l'autre côté du lac, à Saint-Gédéon, où il rédige une première version de Maria Chapdelaine dont il a fixé sur son carnet les grandes lignes.
Au début d'avril 1913, de retour à Montréal, il travaille comme traducteur pour l'entreprise Lewis Brothers Limited, tout en dactylographiant en double copie son roman sur une machine de son employeur, que ce dernier lui permet d'utiliser en dehors des heures de bureau. Le 26 juin, il expédie une copie du manuscrit à sa sœur et une autre au journal Le Temps, qui le publiera intégralement en 21 épisodes quotidiens, entre le 27 janvier et le 19 février 1914.
Le 28 juin, il quitte Montréal en direction de l'Ouest canadien où il envisage de faire les moissons. Le 8 juillet 1913, il arrive à Chapleau, où il est happé avec son compagnon d'équipée australien par une locomotive du Canadien National. L'accident reste encore difficilement explicable.

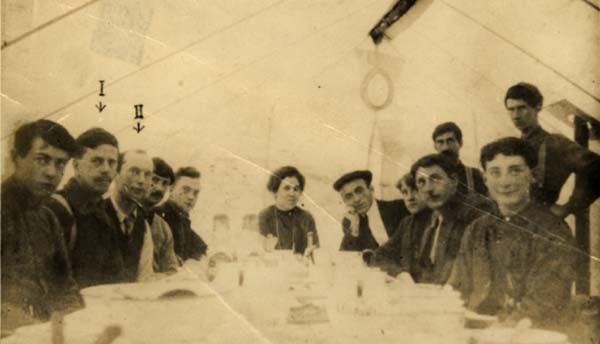
À Péribonka (deuxième à gauche)
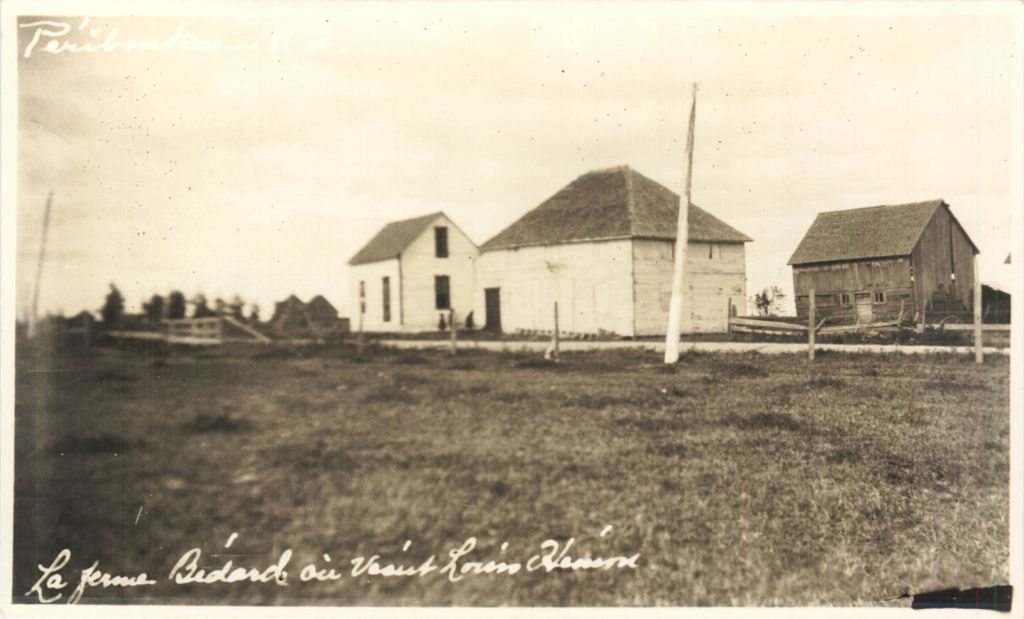
La ferme Bédard où il a séjourné
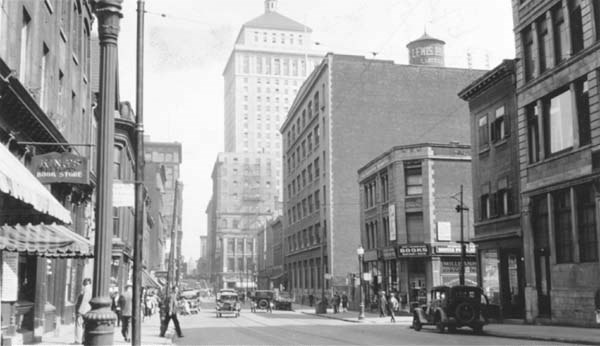
Rue De Bleury : Lewis Brothers Ltd
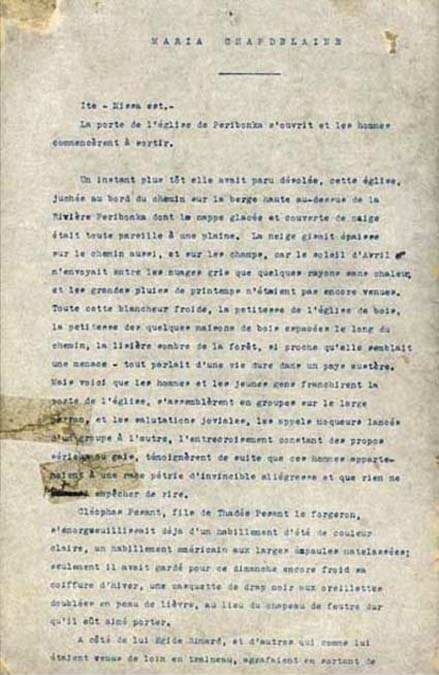
Tapuscrit

### Le succès posthume
Le roman Maria Chapdelaine est publié entre le 27 janvier et le 23 février 1914, en feuilleton, dans Le Temps. Il n'attire guère l'attention. En 1916, une version légèrement expurgée est publiée à Montréal, grâce aux efforts de Louvigny de Montigny et du père de Louis Hémon, avec une subvention du gouvernement du Québec. Elle est accompagnée d'illustrations de Suzor-Côté.
En 1921, une nouvelle édition du jeune éditeur Grasset fait connaître le roman du public. Le succès commercial est considérable, atteignant près d'un million d'exemplaires. Ce succès entraîne la publication des autres romans de Hémon : Colin-Maillard (1924) et Battling Malone (1926).
En revanche, Monsieur Ripois et la Némésis ne sera publié qu'en 1950, sans doute pour préserver l'image de « jeune homme de bonne famille » qu'on avait faite à Louis Hémon. De manière générale, son image fut récupérée pour ne pas dire détournée par sa famille avec la création d'un Louis Hémon officiel, à l'opposé du Louis Hémon réel. Il est ainsi présenté comme le symbole des bonnes traditions alors qu'il était en rupture avec ses origines bourgeoises ; catholique alors qu'il ne pratiquait pas ; amoureux de la terre bretonne qu'il ne connaît quasiment pas et d'une France qu'il a fuie. Il fut aussi associé à son père, une des figures dominantes de la culture officielle française de cette époque. Sa fille Lydie-Kathleen fut adoptée par la sœur de Louis Hémon, gardienne de la mémoire officielle de son frère. La réalité de sa petite enfance (l'abandon par son père et l'internement de sa mère) lui sera cachée.

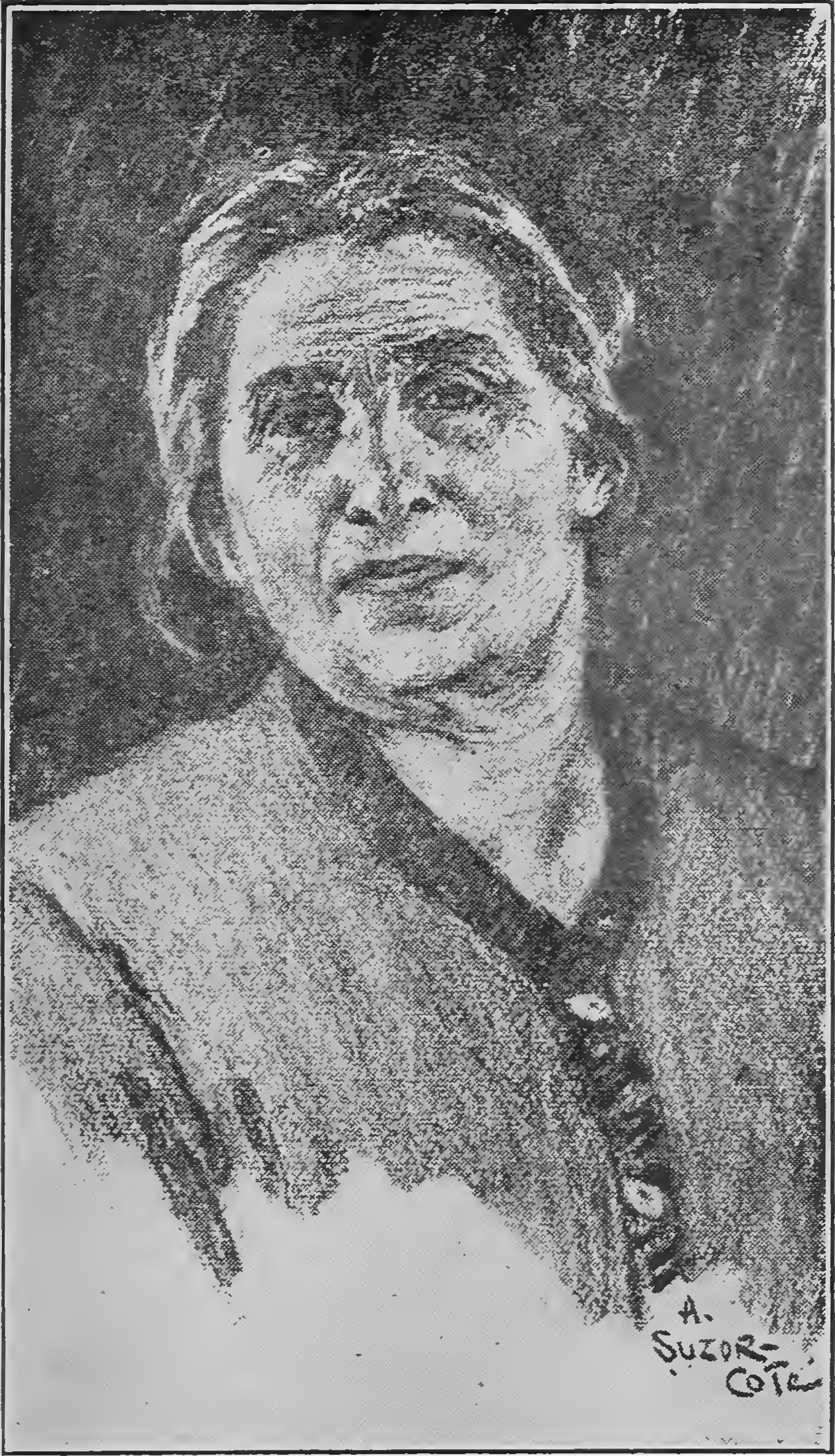
Hémon - Maria Chapdelaine, 1916, illustration page 247

Maria Chapdelaine a connu de multiples éditions (250 à ce jour) et a été traduit dans plusieurs langues. Il a inspiré plusieurs illustrateurs: Suzor-Côté, Alexandre Alexeïeff , Clarence Gagnon, Thoreau MacDonald, Jean Lébédeff, Fernand Labelle,... Il a été adapté quatre fois au cinéma :
- Julien Duvivier en 1934 avec Jean Gabin et Madeleine Renaud
- Marc Allégret en 1950 dans une libre interprétation de l'œuvre
- Gilles Carle en 1983 avec Carole Laure.
- Sébastien Pilote en 2021 avec Sara Montpetit dans le rôle-titre.

Le roman a aussi été transformé en BD, en pièce de théâtre, en roman illustré, en radio-roman, en série télévisée. Le village de Péribonka s'est doté d'un musée à la mémoire de l'auteur en 1938.
Bref, Maria Chapdelaine est devenu un mythe littéraire pour les Canadiens français. Pour les Canadiens français, il illustre la lutte pour leur survivance nationale, mais leur rappelle aussi la France de l'Ancien régime, celle fondée sur la terre, la famille nombreuse, la religion catholique et les traditions. 
Le succès du roman a sans doute relégué dans l'ombre d'autres oeuvres de Louis Hémon, tel ses nouvelles, seuls textes publiés de son vivant. Hémon en tira une certaine reconnaissance, bien que postérité lui refusa la gloire. Pierre-Marc Orlan plaçait pourtant Lizzie Blakeston « parmi les meilleures nouvelles de la littérature française ». Paru en 2013, chez Libretto, le recueil intitulé Le dernier soir sort heureusement de l'oubli des textes d'une belle tenue littéraire.
Hémon puise aux mêmes thèmes que Maupassant : l'eau (« La Rivière »), la nuit (« Le Dernier Soir »), l'angoisse (« La Peur »), et il s'intéresse comme lui aux miséreux, aux exclus de la société en France comme à Londres, mais avec plus de compassion. Surtout, il invente un genre : la nouvelle sportive, et prend le parti des perdants (« La Défaite »), des malchanceux, des ratés. Sa prose élégante, si elle se ressent aussi de l'influence de ses devanciers, est pourtant celle d'un vrai tempérament qui oscille entre réalisme et lyrisme, entre indignation et humour.

## Hommage

### France
Louis Hémon a donné son nom à un établissement scolaire de Bretagne, le collège public de Pleyben (29).

### Canada et Québec
Un musée érigé à Péribonka depuis 1938 lui est dédié.
Depuis 1996, une commission scolaire régionale porte son nom dans le nord de la région du Lac-Saint-Jean.
Le ministère de la Culture et des Communications du Québec a désigné Louis Hémon « personnage historique » le 4 juillet 2013.
La rue Louis-Hémon a été nommée en son honneur en 1973 dans l'ancienne ville de Sainte-Foy, maintenant présente dans la ville de Québec.

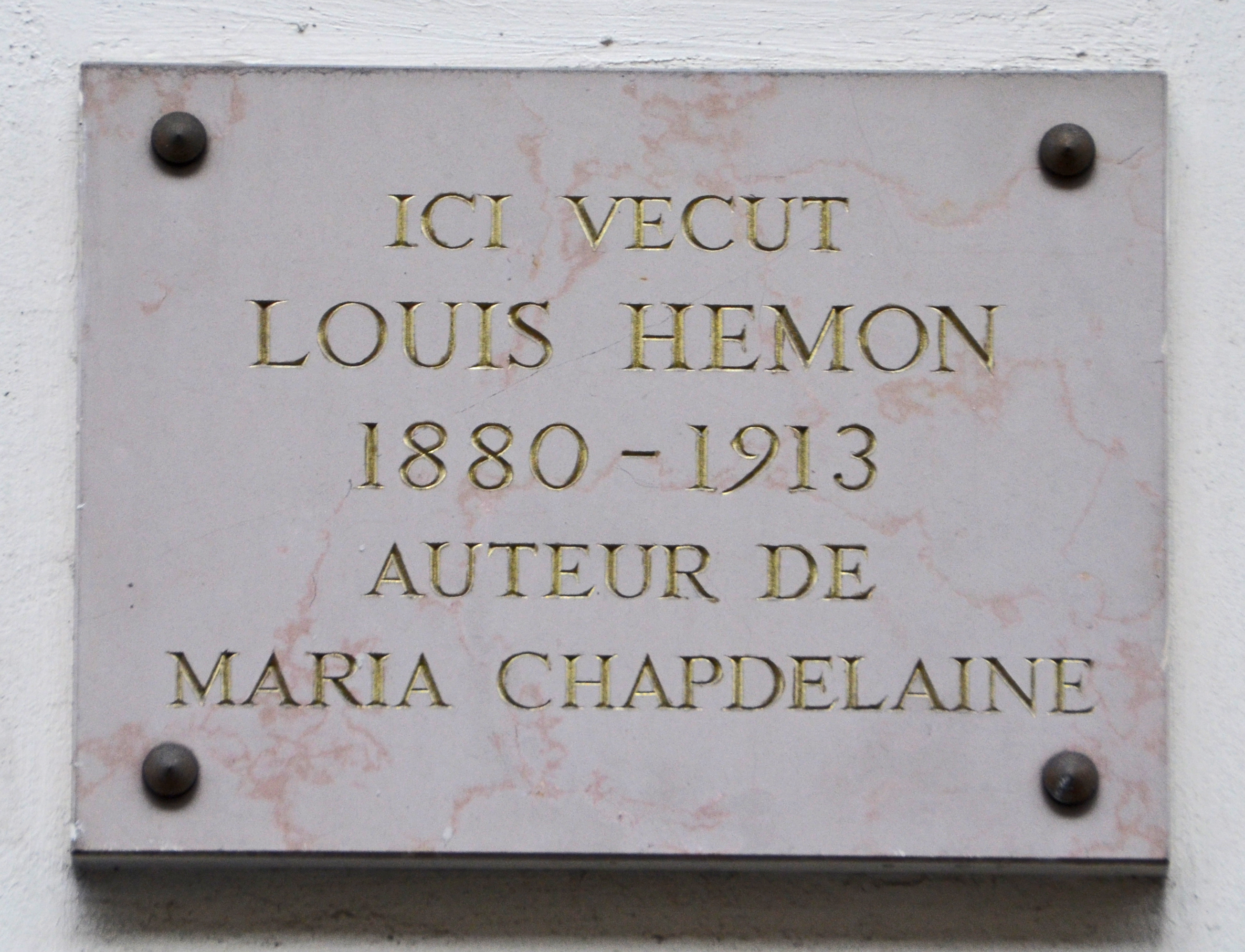
Au 26, rue Vauquelin, Paris 5
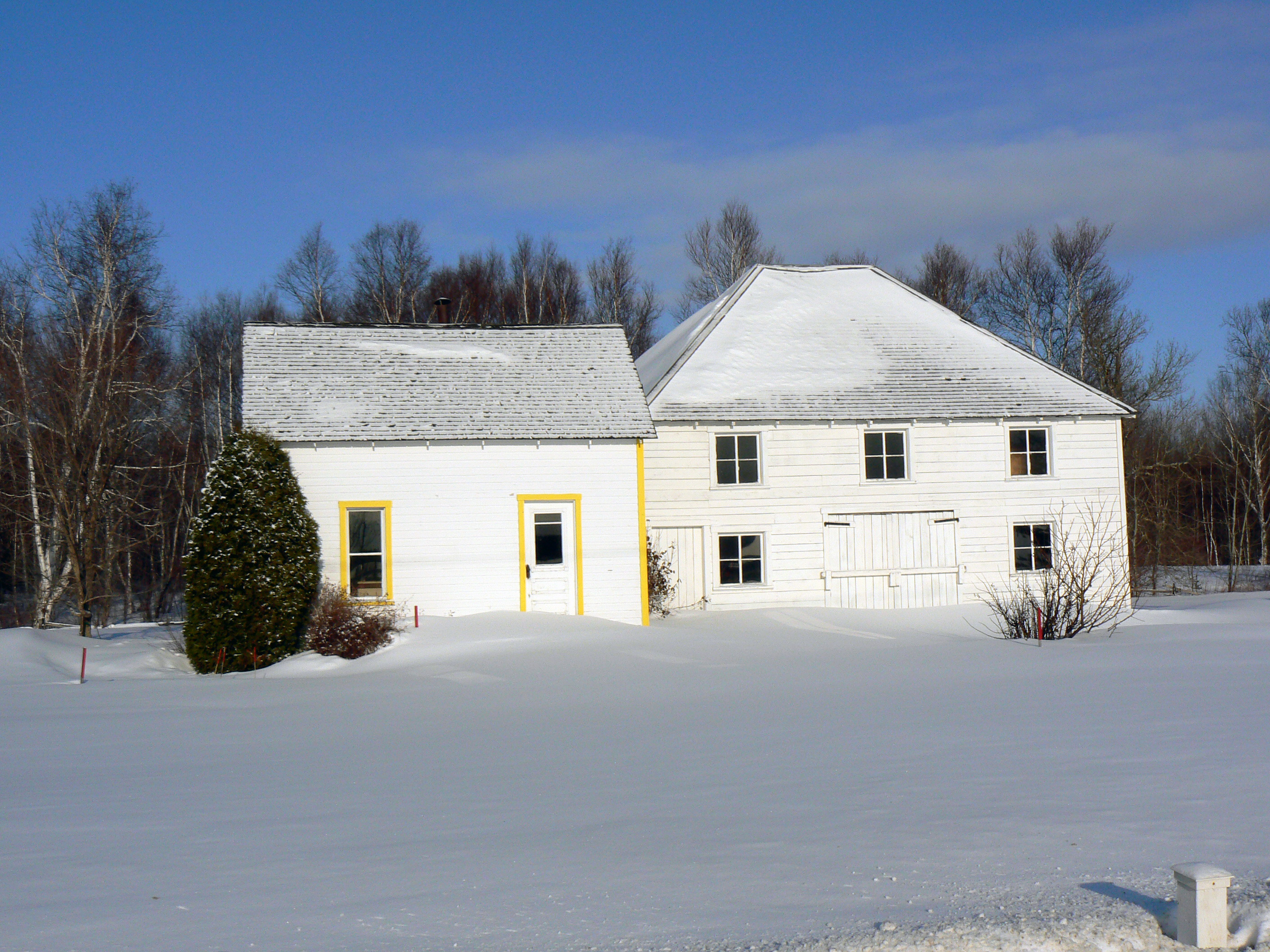
Le musée Louis-Hémon à Péribonka
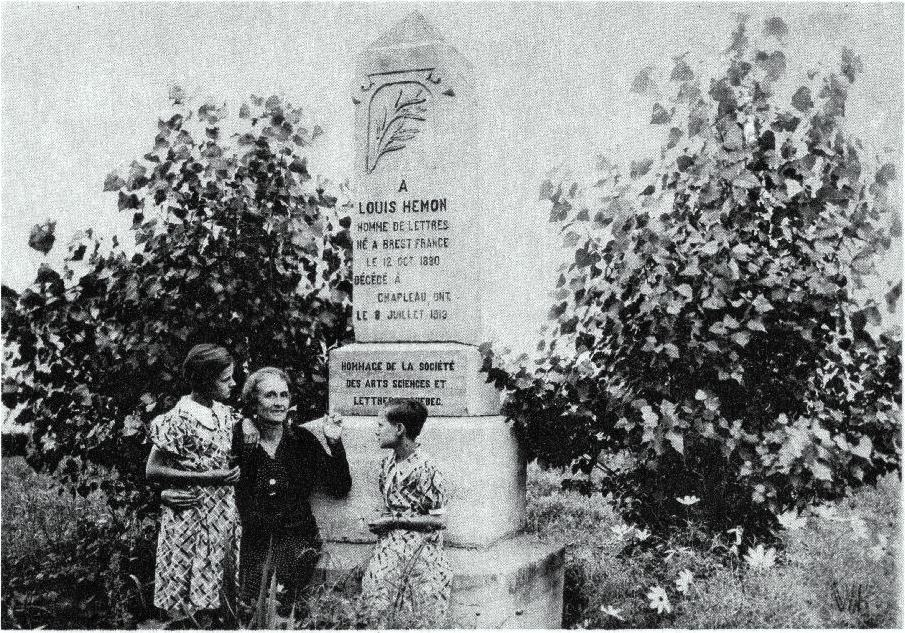
Monument à Péribonka